# Schletz (Gemeinde Asparn)
Schletz ist eine Ortschaft und eine Katastralgemeinde der Marktgemeinde Asparn an der Zaya im Bezirk Mistelbach in Niederösterreich. Die Ortschaft hat 242 Einwohner (Stand 1. Jänner 2024). Bis Ende 1970 war Schletz eine selbständige Gemeinde.

## Geografie
Das vom Schletzer Bach, einem rechten Zubringer der Zaya durchflossene Dorf befindet südwestlich von Asparn an der Ostflanke der Leiser Berge.

## Geschichte
Bereits in der frühen Jungsteinzeit befand sich bei Schletz eine Siedlung, die teilweise durch ein Grabensystem geschützt war. Aufgefundene Skelette von rund 150 Menschen lassen auf einen gewaltsamen Tod schließen und sind stumme Zeugen eines Gemetzels, des Massaker von Schletz um etwa 5000 v. Chr. Vier im Museum MAMUZ ausgestellte Schädel stammen aus Funden von 1983–2005. Im Dezember 2023 wurde von weiterer Nachsuche berichtet.
Des Weiteren wurde eine Kreisgrabenanlage aus der mittleren Jungsteinzeit nachgewiesen.
Laut Adressbuch von Österreich waren im Jahr 1938 in der Ortsgemeinde Schletz drei Gastwirte, zwei Gemischtwarenhändler, ein Schmied, ein Schneider, ein Schuster, zwei Viktualienhändler und ein Landwirt mit Ab-Hof-Verkauf ansässig.
Mit 1. Jänner 1971 wurde im Zuge der Niederösterreichischen Kommunalstrukturverbesserung die bis dahin selbständige Gemeinde Schletz nach Asparn an der Zaya eingemeindet.